# Ollolai
Ollolai település Olaszországban, Szardínia régióban, Nuoro megyében. Lakosainak száma 1174 fő (2023. január 1.). Ollolai Mamoiada, Ovodda, Teti, Olzai, Gavoi és Sarule községekkel határos.

## Népesség
A település lakossága az elmúlt években az alábbi módon változott:
| Lakosok száma | 1579 | 1289 | 1293 | 1283 | 1174 |
|               | 2001 | 2016 | 2017 | 2018 | 2023 |